# 이와쿠마 히사시
이와쿠마 히사시(일본어: 岩隈 久志, 1981년 4월 12일 ~ )는 전 일본의 프로 야구 선수이다. 쿠마(クマ)라는 애칭으로도 잘 알려져 있다.

## 생애

### 프로 입단 전
도쿄도 히가시야마토시 출신으로 초등학교 1학년 때부터 야구를 시작하였고 호리코시 고등학교에 진학한 후 3학년 때 하계 대회인 니시토쿄 대회에서 맹활약을 했다. 고교 졸업 후 1999년 프로 야구 드래프트 회의에서 오사카 긴테쓰 버펄로스로부터 5순위 지명을 받아 입단했다.

### 긴테쓰 시절

#### 2000년 ~ 2001년
입단 이후 이듬해 2000년에는 2군에서만 뛰었지만 최고 구속인 149km의 강속구를 측정하여 가능성을 보여주기도 하였으며, 다음해인 2001년 5월 29일 닛폰햄 파이터스전에서는 8회말에 1점차로 리드하고 있는 상황에서 첫 등판했다. 9회말에 오가사와라 미치히로에게 솔로 홈런을 허용하면서 동점을 만들었는데 연장 10회초에 긴테쓰의 타선이 폭발하여 나카무라 노리히로가 그 날 3개째의 홈런이 되는 만루 홈런을 때려내어 긴테쓰가 17-12로 승리해 이와쿠마는 데뷔 첫 승리를 거두었다. 최종적으로는 완봉 1개를 포함한 4승 2패를 기록함과 동시에 팀의 리그 우승에 기여하기도 했다. 그 해의 일본 시리즈에서는 2차전에 선발 등판했다(승패는 연결되지 않았음).

#### 2002년 ~ 2003년
2002년 시즌부터는 팀의 선발 로테이션에 합류하면서 2002년 시즌 23경기에 등판해 8승 7패의 성적을 기록했고, 2003년에는 등번호를 48번에서 21번으로 변경해 시즌 15승 10패와 최다 완투, 최다 무볼넷을 기록하여 팀내의 에이스 투수로 자리매김을 했다.

#### 2004년
자신의 생애 첫 황금기인 2004년 시즌에는 구단 신기록에 해당되는 개막 12연승을 달성하는 대기록을 세우면서 최종적으로 15승 2패의 성적을 기록하는 등 다승왕과 최우수 투수의 타이틀을 동시에 획득했다. 시즌 도중 그 해에 열렸던 아테네 올림픽 일본 대표팀 선수로 발탁되어 팀의 동메달 획득에 일조하는 역할을 했다. 올스타전 팬 투표에서는 퍼시픽 리그의 선발 투수 부문에서 최고 득표수를 기록하면서 1차전의 선발 투수로 등판했고, 미일 야구 대회의 5차전에서도 7이닝 1실점의 호투로 승리 투수가 되는 활약을 보여주었다.
시즌 종료 후인 2004년에 모기업의 재정난으로 인해 구단 운영 자체가 어려워지자 소속팀인 긴테쓰가 오릭스 블루웨이브로 인수 합병되는 사태가 발생하면서 이와쿠마는 긴테쓰 선수들처럼 팀의 인수 합병에 반대를 했지만 결국 퍼시픽 리그의 신생팀인 도호쿠 라쿠텐 골든이글스가 창단되었다. 2004년 시즌 오프에 오릭스와 긴테쓰의 신생팀 선수 분배 드래프트가 있었는데 오기 아키라 감독이 이끄는 오릭스로 지명되었지만 고심 끝에 오기 감독의 오릭스 입단 제의를 거부하고 현금 트레이드 방식으로 라쿠텐에 입단했다(선수 분배 드래프트에 대해서는 프로 야구 재편 문제의 해당 항목을 참조). 참고로 오릭스는 요미우리 자이언츠의 다카하시 히사노리와의 트레이드도 시야에 넣으려 하였었다.

### 라쿠텐 시절

#### 2005년
창단 첫 해인 2005년 시즌에는 신생팀 라쿠텐의 개막전 선발 투수로 등판해 지바 롯데 마린스전에서 1실점 완투승을 기록하여 시즌 첫 승리 투수가 되었다. 그 후 1년간 선발 로테이션을 지켰지만 시즌 도중에 갑작스런 어깨 통증으로 인해 투구의 질이 하향세로 돌아서기 시작하여 평균자책점은 규정 투구 이닝을 채운 투수 중에서 가장 낮은 4.99를 기록했을 뿐만 아니라 승수도 두 자릿수에 이르지 않은 9승 15패라는 저조한 성적을 기록했다.

#### 2006년
이듬해 일본 야구 기구가 투구 모션인 2중 동작을 금지시키면서 이를 수정하기 위해 투구 폼을 변경했지만 폼이 굳어지지 않으면서 새로운 투구폼에 적응하지 못했을 뿐만 아니라 작년부터 일어난 어깨 부상의 영향으로 인해 8월 중순까지 2군에서 뛰어야만 했다. 시즌 후반인 8월 29일에는 1군 복귀 경기인 홋카이도 닛폰햄 파이터스전에 등판, 9월 12일 지바 롯데전(지바 마린 스타디움)에서 시즌 첫 승리를 간신히 따냈다. 결국 2006년 시즌 성적은 6경기에 등판하여 평균자책점 3.72와 1승 2패를 기록했다.

#### 2007년
2년 만에 개막전 선발 투수로 발탁되었는데 1주일 후인 홈구장의 개막전에서도 선발 투수로 예정되었지만 경기 시작 직전(선발 명단 발표 후)에 갑작스런 부상으로 인하여 가와기시 쓰요시가 급거 등판하는 일이 벌어졌고 다음날 1군 등록이 말소되었다. 4월 하순에 다시 1군에 복귀하면서 1승을 올렸지만 5월 중순에는 왼쪽 옆구리의 근육 통증을 일으키는 부상을 당하는 등 다시 2군으로 떨어지는 수모를 겪었다. 후반기에는 1군에 복귀하면서 7월 31일 지바 롯데전(지바 마린 스타디움)에서 시즌 2승째를 올렸다.
이후 시즌 종료까지 선발 로테이션의 일원으로서 16경기에 등판, 규정 투구 이닝을 채우지는 못했지만 5승 5패와 3.40의 평균자책점을 기록하는 등 시즌을 마감했고 시즌 종료 후인 10월에 오른쪽 팔꿈치의 수술을 받았다.

#### 2008년
2년 연속 통산 4번째의 개막전 선발 투수를 맡아 7이닝 1실점의 호투를 보였지만 자신에게 승패는 연결되지 못하고 팀은 끝내기 패배를 당했다. 3월 27일의 오릭스전에서는 라쿠텐 이적 이후 첫 완봉승과 최다 무볼넷을 기록했다. 그 후에도 승점을 쌓아 올려가면서 6월 15일 요미우리 자이언츠전에서는 긴테쓰 시절 이후 4년 만에 10승째를 무볼넷 완봉승으로 기록했다. 8월 16일 지바 롯데전에서 개인 최고 기록이 되는 16승을 올렸고, 9월 22일 사이타마 세이부 라이온스(세이부 돔)전에서 퍼시픽 리그에서는 2003년의 사이토 가즈미(후쿠오카 다이에 호크스) 이래가 되는 20승에 도달했다. 그리고 시즌 최종 등판이 된 10월 5일 클리넥스 스타디움 미야기에서 열린 후쿠오카 소프트뱅크 호크스전에서도 승리하여 1985년의 사토 요시노리가 기록을 경신한 이후 23년 만의 21승 투수가 되면서 다승왕 타이틀을 획득했다.
투수 부문 개인 성적과 관련해서 평균자책점 부문에서는 다르빗슈 유를, 승률 부문에서는 동률인 고마쓰 사토시를 잇달아 누르면서 단독으로 투수 부문 3관왕(평균자책점, 다승왕, 최고 승률)을 연거푸 달성했을 뿐만 아니라 리그 최다 투구 이닝도 기록하는 등 그 해에는 개인 최고 성적이 되었다. 피홈런의 경우 200 투구 이닝 이상으로 피홈런 개수는 무려 3개였다. 200 투구 이닝 이상으로 피홈런 3개 이하의 기록은 1958년 아키모토 유사쿠가 기록한 이래 50년 만의 쾌거였다.
시즌 종료 후에 가진 각 타이틀 부문의 수상에서는 팀은 정규 시즌 성적이 5위였음에도 불구하고 최고의 투수에게 주어지는 사와무라 에이지상을 차지하는 것을 포함한 최우수 선수(MVP), 베스트 나인, 최우수 배터리상 등 투수 부문과 관련한 각종 상들을 연거푸 휩쓸었다. 최우수 선수의 B클래스(4위 ~ 6위, 하위권을 지칭하는 일본 언론의 표현) 팀으로부터의 선정은 1988년의 가도타 히로미쓰(난카이 호크스) 이후 20년 만에 MVP로 선정되었다. 12월 26일의 재계약과 관련해서는 3년 간 총액 10억 엔의 계약으로 서명했다.

#### 2009년
이듬해 라쿠텐의 선수 회장(3대)으로 취임했고 그 해에 하라 다쓰노리 감독이 이끄는 월드 베이스볼 클래식 일본 대표팀 선수로 발탁되었다. 예선 1라운드 1위 결정전인 대한민국전에 선발 투수로 등판해 5와 1/3이닝 1실점으로 호투하면서도 팀 타선은 대한민국 투수진에게 막혀 침묵하는 등 결국 0대 1로 패했다. 본선 경기인 2라운드 쿠바전에서는 선발 투수인 마쓰자카 다이스케의 뒤를 이은 두 번째 투수로 등판해 1이닝을 탈삼진 2개를 기록했다.
준결승 진출이 걸려있는 2라운드 경기인 쿠바와의 패자 부활전에서 6이닝을 무실점 호투하는 등 팀은 5대 0으로 승리, 쿠바의 타선을 완전하게 막아내는 등 팀의 준결승 진출에 기여했다. 결승전인 대한민국전에서는 봉중근과 투수전을 펼쳐 대회 사상 최고 투구 이닝(제2회 대회 당시)에 해당되는 7과 2/3이닝을 던져 2실점을 호투하는 쾌조를 보여주면서 팀을 2회 연속 우승 달성에 기여했다. 이 경기에서 3대 2로 패색이 짙은 일본이 1점을 리드하는 상황에서 일어난 9회말에 다르빗슈 유가 등판해 안타를 잇달아 허용하여 동점을 만드는 등 승리는 연결되지 않았다. 대회에 출전한 전체 투수 중에 최다 기록인 합계 20이닝을 던져 3실점과 평균자책점 1.35, WHIP 0.90을 기록했다. 전체 경기에서 호투했지만 구원에 실패하는 경우도 있어 개인 성적은 1승(1패)에 그치면서도 대회 우수 선수상을 수상했다.
정규 시즌에서는 3년 연속 5번째의 개막전 선발 투수로 활약하면서 6이닝 동안 1실점으로 호투하는 등 승리 투수가 되었다. 그러나 WBC의 영향 때문인지 개막전에는 6이닝까지 59개의 공을 던지면서 그대로 강판당했고, 6월 말에는 1군 등록이 말소된 후 1군 복귀 무대인 7월 12일 소프트뱅크전에서는 4회에 마쓰나카 노부히코, 다무라 히토시, 다노우에 히데노리, 5회에 고쿠보 히로키 등 4명의 선수들로부터 개인 최다인 1경기 4개의 피홈런을 기록했다. 피안타는 리그 최다를 기록하는 등 약간의 생동감은 없었지만 그런데도 팀내 2위가 되는 13승을 올려 15승의 다나카 마사히로, 똑같이 13승을 기록한 나가이 사토시와 함께 팀은 창단 이후 처음으로 정규 시즌 최고 성적인 2위를 기록했다.
소프트뱅크와의 클라이맥스 시리즈 제1 스테이지에서는 1차전에 등판하여 완투승을 거뒀고 닛폰햄과의 제2 스테이지에서는 2경기째에 등판했지만 타선에 지원받지 못하고 8이닝 3실점을 기록하는 등 제1 스테이지와는 정반대의 결과가 나오기도 했다. 3패를 기록한 4경기째에 중간 계투로 지원 등판을 했지만 터멜 슬레지에게 승부를 결정짓는 결승 3점 홈런을 허용했다.

#### 2010년
그 해에도 개막전 선발 투수로 등판해 오릭스 버펄로스와의 개막전에서는 가네코 지히로와의 투수전 끝에 5개의 피안타와 1실점 완투하면서도 패전 투수가 되었다. 그 후에도 승리를 챙길 수는 없었고 첫 승리는 4월 10일의 오릭스전에서 승리 투수가 되었다. 4월 17일의 소프트뱅크전에서는 시즌 첫 완투 승리를 거두었고 4월 24일의 닛폰햄전에서는 다르빗슈 유와 투수전을 벌이면서 완봉 승리를 거두었다.
6월 5일의 요코하마 베이스타스전에서는 미우라 다이스케로부터 삼진을 빼앗아 개인 통산 1000탈삼진을 기록했고 7월 10일의 사이타마 세이부 라이온스전에서는 와쿠이 히데아키와의 투수전 끝에 승리를 따냈고, 8월 31일의 지바 롯데전에서는 통산 100승을 6이닝 무실점의 호투로 장식했다. 최종적으로 평균자책점 2.82, WHIP 1.09(모두 리그 4위)의 좋은 성적을 올렸지만 리그 최하위에 해당되는 3.46의 득점지원율을 기록, 팀 타선을 지원받지 못해 10승 9패로 끝났지만 3년 연속 두 자릿수 승리 기록을 달성했다.

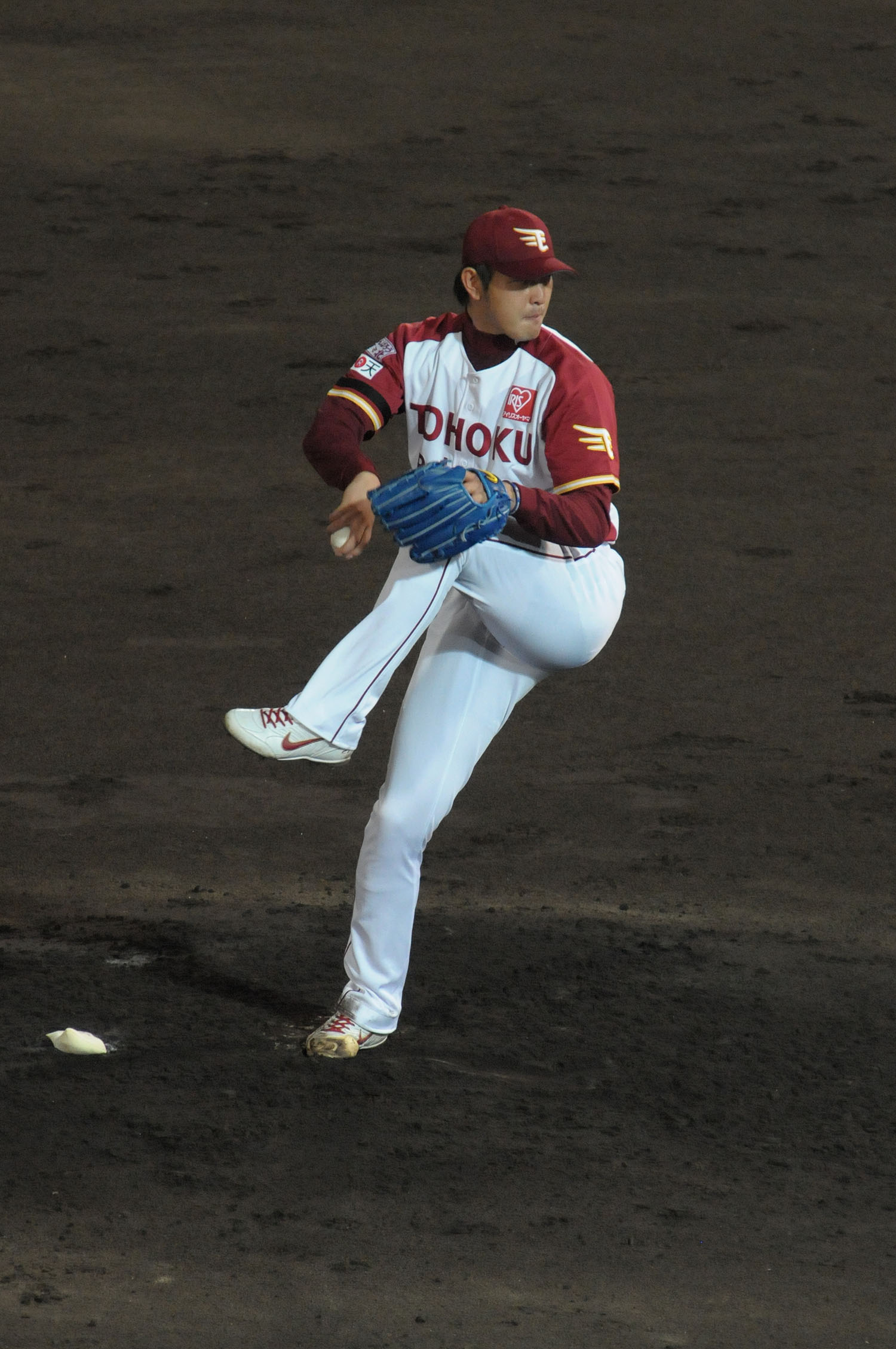
라쿠텐 시절의 이와쿠마 히사시

시즌 종료 후에는 돈 노무라를 대리인으로 선임해 포스팅 시스템을 행사한 메이저 리그에 도전하겠다는 입장을 밝혔다. 라쿠텐 구단은 이와쿠마의 포스팅 시스템 행사를 인정하여 오클랜드 애슬레틱스가 교섭권을 획득, 스티븐 스트라스버그와 동일한 수준의 4년 간 1,525만 달러가 제시되었지만 그 후의 교섭은 난항을 겪기도 했다. 교섭 기한인 12월 7일 오전 0시(미국 동부 시간 = 일본 시간과 동일한 오후 2시)까지의 계약 합의에는 이르지 않았다. 그 후 입찰 액수에 대해서는 오클랜드 애슬레틱스가 1,910만 달러, 그 다음에는 미네소타 트윈스가 770만 달러에 입찰했던 사실이 밝혀지면서 8일에는 센다이시내에 있는 구단 사무소에서 기자회견을 열어 라쿠텐에 잔류하겠다고 말했다.

#### 2011년
5년 연속이 되는 개막전 선발 투수를 맡아 승리 투수가 되었고 개막 초부터 투구가 안정될 정도의 맹활약으로 4월에 월간 MVP를 차지했지만 5월 10일의 닛폰햄전(K스타 미야기)에서 완투를 앞둔 상황에서 오른쪽 어깨 부상을 당해 급거 강판당했다. 부상을 안긴 채로 다음 등판이 된 17일의 요미우리전(K스타 미야기)에서 선발 등판했지만 5이닝 동안 39개의 공을 던져 강판당했고 이후 오른쪽 어깨 치료 때문에 2개월 간 전력에서 이탈되었다.
7월 후반에는 다시 팀에 복귀하여 오른쪽 어깨 상태는 좋지 않아 투구수도 많아졌지만 그런데도 82.4%의 퀄리티 스타트를 기록하면서 규정 투구 횟수를 채우지는 못했고 평균자책점 2.42와 WHIP 1.05의 성적을 남기는 등 타선에 지원을 못한 채 시즌 성적인 6승 7패와 4년 연속 두 자릿수 승리를 기록하지 못했다. 8월 2일에는 대리인을 교체하면서 시즌 종료 후 해외 FA권을 행사하여 메이저 리그에 진출하겠다고 밝혔다.

### 시애틀 매리너스 시절

#### 2012년
이듬해인 2012년 1월 5일, 시애틀 매리너스와 1년 계약을 맺었고 연봉은 150만 달러로, 340만 달러의 인센티브가 추가되었다. 스프링 트레이닝에서는 5경기에 등판하면서 평균자책점 3.60, WHIP 1.53의 성적을 남겼지만 트레이너로부터 “오른쪽 어깨 주변의 근육이(다른 메이저 리그 선수에 비해) 약하다”라고 판단되어 선발 로테이션 들어가는 일도 없이 시즌 개막을 맞이했다. 그러나 개막 이후부터 출전할 기회가 없었고 4월 17일에는 메이저 리그 개막전 엔트리에 등록된 전체 투수 중에서는 유일하게 등판 경험이 없는 선수가 되면서 20일의 시카고 화이트삭스전의 6회에 3번째 투수로서 등판하여 메이저 리그에 데뷔했다. 그 이후에는 구원 투수로 등판하여 5월 30일 텍사스 레인저스전에서는 7회부터 3이닝 동안 5안타 3실점, 사사구 2개의 투구로 프로 데뷔 후 처음이자 메이저 리그 진출 이후 처음으로 세이브를 기록했다.
6월 16일의 샌프란시스코 자이언츠전에서는 6회부터 2이닝 동안 무안타 무실점의 투구로 메이저 리그 진출 이후 첫 승리를 거뒀고 6월부터는 “구속이 80 mph 후반부터 90 mph 전반에 올라가 어깨의 아픔도 없어졌다”라고 말했다. 7월 2일 볼티모어 오리올스전에서는 메이저 리그 진출 이후 처음으로 선발 등판했는데 이 경기에서는 이치로와 가와사키 무네노리도 선발 출전해 같은 팀에서 일본인 선수 3명이 선발 출전하는 것은 사상 최초였다.
후반기부터는 선발 로테이션 들어가 7월 30일 토론토 블루제이스전에서는 8이닝을 4안타, 1실점, 탈삼진 13개, 볼넷 3개의 투구로 첫 선발승을 거뒀는데 탈삼진 13개는 프로 데뷔 후의 개인 최다 기록이자 신인으로서의 구단 최다 기록이 되었다. 8월 17일 미네소타 트윈스전에서는 7이닝 1실점의 호투로 시즌 4승째를 올렸다. 이 경기에서는 4이닝까지 주자를 내보내지 않았고 펠릭스 에르난데스가 전날에 달성한 퍼펙트 게임으로 맞춰 메이저 리그 역사상 1974년 이후 최장이 되는 42자 연속 아웃의 팀 기록을 달성했다. 9월 14일의 텍사스 레인저스전에서는 다르빗슈 유와 투수전을 펼쳐 5와 1/3이닝 동안 2개의 피홈런을 포함한 7안타 2실점의 투구로 시즌 5패째를 당했다. 최종적으로는 선발로서 16경기에 등판해 8승 4패, 평균자책점 2.65, WHIP 1.23의 성적을 남겨 평균자책점은 펠릭스 에르난데스가 2005년에 기록한 2.67을 경신해 시애틀 매리너스 구단의 신인 기록이 되었다.
이후에 2013년에 14승 2014년에 15승,2015년 9승,2016년 16승을 기록했지만 2017년 부상으로 6경기에서 2패만 기록한 후 시애틀 매리너스에서 방출되었다.

## 일본 야구 복귀
미국리그 생활을 청산하고 8년만에 일본무대로 복귀했는데 행선지는 요미우리 자이언츠로 결정했다.

## 상세 정보

### 출신 학교
- 호리코시 고등학교

### 선수 경력
NPB
- 오사카 긴테쓰 버펄로스(2000년 ~ 2004년)
- 오릭스 버펄로스(2005년)
- 도호쿠 라쿠텐 골든이글스(2005년 ~ 2011년)
- 요미우리 자이언츠(2019년 ~ 2020년)

MLB
- 시애틀 매리너스(2012년 ~ 2017년)

국가 대표 경력
- 아테네 올림픽 일본 국가대표팀(2004년)
- 월드 베이스볼 클래식 일본 국가대표팀(2009년)

### 수상·타이틀 경력

#### 타이틀
- 다승왕: 2회(2004년, 2008년)
- 최고 평균자책점: 1회(2008년)
- 최고 승률: 2회(2004년, 2008년) ※최우수 투수로서 수상.

#### 수상
- 사와무라 에이지상: 1회(2008년)
- MVP: 1회(2008년)
- 최우수 투수: 2회(2004년, 2008년)
- 베스트 나인: 2회(2004년, 2008년)
- 최우수 배터리상: 1회(2008년)[17]
- 센트럴·퍼시픽 교류전 우수 선수상(닛폰 생명상): 1회(2008년)
- 월간 MVP: 5회(2003년 4월, 2004년 4월, 2004년 5월, 2008년 6월, 2011년 4월)
- JA 전농 Go·Go상(최다 탈삼진상): 1회(2004년 5월)
- 골든 스피릿상: 1회(2008년)
- 호치 프로 스포츠 대상(야구 부문 퍼시픽 리그): 1회(2008년)

#### 국제 대회
- 아테네 올림픽 동메달(2004년)
- 월드 베이스볼 클래식 우수 선수(2009년)

### 개인 기록

#### 첫 기록(NPB)
- 첫 등판·첫 승리: 2001년 5월 29일, 대 닛폰햄 파이터스 10차전(도쿄 돔), 8회말 1사에 8번째 투수로서 구원 등판·마무리, 1과 2/3이닝 1실점
- 첫 탈삼진: 상동, 8회말 2사에 노구치 도시히로로부터
- 첫 선발: 2001년 6월 10일, 대 닛폰햄 파이터스 13차전(오사카 돔), 3이닝 5실점에서 패전 투수
- 첫 선발 승리: 2001년 8월 19일, 대 후쿠오카 다이에 호크스 24차전(후쿠오카 돔), 6이닝 1실점
- 첫 완투 승리·첫 완봉 승리: 2001년 9월 18일, 대 세이부 라이온스 26차전(오사카 돔)

#### 첫 기록(MLB)
- 첫 세이브: 2012년 5월 31일, 대 텍사스 레인저스 전(레인저스볼파크), 7회부터 2번째 투수로서 등판해 3이닝 3실점

#### 타격 기록
- 첫 안타: 2005년 6월 4일, 대 야쿠르트 스왈로스 5차전(메이지 진구 야구장), 5회초에 이시카와 마사노리로부터 우전 안타

#### 기록 달성 경력
- 통산 1000투구 이닝: 2008년 8월 16일, 대 지바 롯데 마린스 17차전(지바 마린 스타디움), 4회말 3아웃에 사부로를 삼진으로 잡아 달성 ※역대 314번째.
- 통산 1000탈삼진: 2010년 6월 5일, 대 요코하마 베이스타스 4차전(요코하마 스타디움), 2회말에 미우라 다이스케로부터 ※역대 128번째.
- 통산 100승: 2010년 8월 31일, 대 지바 롯데 마린스 17차전(지바 마린 스타디움), 6이닝 무실점 ※역대 127번째.[18]
- 통산 1500투구 이닝: 2011년 8월 23일, 대 홋카이도 닛폰햄 파이터스 15차전(삿포로 돔), 6회말 3아웃에 이나바 아쓰노리를 삼진으로 잡아 달성 ※역대 164번째.

#### 기타
- 최다 완투: 1회(2003년)
- 최다 무볼넷: 3회(2003년, 2004년, 2008년)
- 올스타전 출장: 3회(2003년, 2004년, 2008년)
- 개막전 투수: 7회(2004년, 2005년, 2007년 ~ 2011년)
- 개막 12연승(2004년) ※긴테쓰 구단 기록.
- 시즌 21승 달성(2008년)
- WBC에 있어서의 1경기 등판 중 역대 최다 투구 이닝: 7과 2/3이닝(2009년에 기록)
- 전원 탈삼진: 2009년 9월 1일, 대 사이타마 세이부 라이온스 전[19]

### 등번호
- 48(2000년 ~ 2002년)
- 21(2003년 ~ 2011년, 2019년 ~ 2020년)
- 18(2012년 ~ 2017년)
- 20(2004년 아테네 올림픽, 2009년 WBC 등번호)

### 연도별 투수 성적
| 연 도     | 소 속     | 등 판 | 선 발 | 완 투 | 완 봉 | 무 4 구 | 승 리 | 패 전 | 세 이 브 | 홀 드 | 승 률 | 타 자 | 이 닝  | 피 안 타 | 피 홈 런 | 볼 넷 | 고 4 | 몸 맞 | 탈 삼 진 | 폭 투 | 보 크 | 실 점 | 자 책 점 | 평 자 책 | W H I P |
| --------- | --------- | ----- | ----- | ----- | ----- | ------- | ----- | ----- | -------- | ----- | ----- | ----- | ------ | -------- | -------- | ----- | ---- | ----- | -------- | ----- | ----- | ----- | -------- | -------- | ------- |
| 2001년    | 긴테쓰    | 9     | 8     | 1     | 1     | 0       | 4     | 2     | 0        | --    | .667  | 192   | 43.2   | 46       | 3        | 13    | 0    | 3     | 25       | 1     | 0     | 28    | 22       | 4.53     | 1.35    |
| 2002년    | 긴테쓰    | 23    | 23    | 2     | 0     | 1       | 8     | 7     | 0        | --    | .533  | 594   | 141.1  | 132      | 10       | 42    | 2    | 8     | 131      | 4     | 1     | 62    | 58       | 3.69     | 1.23    |
| 2003년    | 긴테쓰    | 27    | 27    | 11    | 0     | 1       | 15    | 10    | 0        | --    | .600  | 809   | 195.2  | 201      | 19       | 48    | 2    | 3     | 149      | 2     | 0     | 85    | 75       | 3.45     | 1.28    |
| 2004년    | 긴테쓰    | 21    | 21    | 7     | 1     | 2       | 15    | 2     | 0        | --    | .882  | 647   | 158.2  | 149      | 13       | 30    | 2    | 8     | 123      | 0     | 0     | 57    | 53       | 3.01     | 1.13    |
| 2005년    | 라쿠텐    | 27    | 27    | 9     | 0     | 1       | 9     | 15    | 0        | 0     | .375  | 796   | 182.1  | 218      | 19       | 40    | 3    | 6     | 124      | 7     | 0     | 113   | 101      | 4.99     | 1.41    |
| 2006년    | 라쿠텐    | 6     | 6     | 2     | 0     | 0       | 1     | 2     | 0        | 0     | .333  | 169   | 38.2   | 43       | 4        | 12    | 0    | 1     | 16       | 0     | 0     | 18    | 16       | 3.72     | 1.42    |
| 2007년    | 라쿠텐    | 16    | 16    | 0     | 0     | 0       | 5     | 5     | 0        | 0     | .500  | 388   | 90.0   | 95       | 6        | 23    | 0    | 2     | 84       | 0     | 0     | 47    | 34       | 3.40     | 1.31    |
| 2008년    | 라쿠텐    | 28    | 28    | 5     | 2     | 3       | 21    | 4     | 0        | 0     | .840  | 787   | 201.2  | 161      | 3        | 36    | 1    | 4     | 159      | 4     | 0     | 48    | 42       | 1.87     | 0.98    |
| 2009년    | 라쿠텐    | 24    | 24    | 5     | 0     | 1       | 13    | 6     | 0        | 0     | .684  | 710   | 169.0  | 179      | 15       | 43    | 1    | 6     | 121      | 3     | 0     | 62    | 61       | 3.25     | 1.31    |
| 2010년    | 라쿠텐    | 28    | 28    | 4     | 1     | 2       | 10    | 9     | 0        | 0     | .526  | 821   | 201.0  | 184      | 11       | 36    | 1    | 12    | 153      | 1     | 1     | 68    | 63       | 2.82     | 1.09    |
| 2011년    | 라쿠텐    | 17    | 17    | 2     | 1     | 0       | 6     | 7     | 0        | 0     | .462  | 471   | 119.0  | 106      | 6        | 19    | 0    | 5     | 90       | 1     | 0     | 34    | 32       | 2.42     | 1.05    |
| 2012년    | SEA       | 30    | 16    | 0     | 0     | 0       | 9     | 5     | 2        | 0     | .643  | 519   | 125.1  | 117      | 17       | 43    | 3    | 3     | 101      | 5     | 0     | 49    | 44       | 3.16     | 1.28    |
| 2013년    | SEA       | 33    | 33    | 0     | 0     | 0       | 14    | 6     | 0        | 0     | .700  | 866   | 219.2  | 179      | 25       | 42    | 4    | 2     | 185      | 10    | 0     | 69    | 65       | 2.66     | 1.01    |
| 2014년    | SEA       | 28    | 28    | 0     | 0     | 0       | 15    | 9     | 0        | 0     | .625  | 709   | 179.0  | 167      | 20       | 21    | 2    | 2     | 154      | 2     | 0     | 70    | 70       | 3.52     | 1.05    |
| 2015년    | SEA       | 20    | 20    | 1     | 1     | 0       | 9     | 5     | 0        | 0     | .643  | 516   | 129.2  | 117      | 18       | 21    | 1    | 1     | 111      | 1     | 0     | 53    | 51       | 3.54     | 1.06    |
| NPB: 11년 | NPB: 11년 | 226   | 225   | 48    | 6     | 11      | 107   | 69    | 0        | 0     | .608  | 6384  | 1541.0 | 1514     | 109      | 342   | 12   | 58    | 1175     | 23    | 2     | 622   | 557      | 3.25     | 1.20    |
| MLB: 4년  | MLB: 4년  | 111   | 97    | 1     | 1     | 0       | 47    | 25    | 2        | 0     | .652  | 2610  | 653.2  | 580      | 80       | 127   | 10   | 8     | 551      | 18    | 0     | 241   | 230      | 3.17     | 1.08    |

- 2015년 기준, 굵은 글씨는 시즌 최고 성적.
- 2000년은 1군 출장 없음.